# Eckartsau (zámek)
Zámek Eckartsau je lovecký zámeček přestavěný z původního hradního základu. Nachází se v obci Eckartsau na dolnorakouském Moravském Poli.

## Historie
Původní stavba byl čtyřboký vodní hrad. První zmínka však nebyla o hradu, nýbrž o rodu rytířů Eckartsauerů. Ti byli poprvé jmenováni jako vlastníci v jisté darovací listině Irnfrieda z Rötelsteinu, jemuž hrad na Braunsburgu u Hainburgu patřil, a je zde uveden jako klášter Klosterneuburg. V listině byl zmíněn jistý Jindřich (Heinrich) des Ekkarisowe jako svědek darování. Rod Eckartsauerů měl vůči řezenskému klášteru lenní povinnost.
Rytířský rod během času získal v okolí hradu tržní právo, pozemky i další hrady. V minoritském kostele ve Vídni, kde jsou pochováni nejváženější zemští občané, si nechali rytíři z Eckartsau zřídit hrobku.
Konrád z Eckartsau podpořil rakouského vévodu Albrechta V., a když nastoupil již jako 14letý vladařství, byl jím velkoryse podporován. Za vlády Friedricha III. bylo sice panství zdejších rytířů opět oloupeno a pleněno, na druhou stranu byl také Jiří (Georg) z Eckartsau sám loupeživým rytířem.
Vilém (Wilhelm) z Eckartsau byl posledním z Eckartsauerů, jenž měl pouze dceru Appolonii. Té připadl zámek a panství Eckartsau v roce 1507 dědictvím. Její synové však panství po smrti matky prodali (1571) Jiřímu svobodnému pánovi z Teuffelu.
V následujících dvou stoletích se majitelé často měnili, a to až do roku 1720 kdy zámek koupil František Ferdinand hrabě Kinský. Podle plánů Josefa Emanuela Fischera z Erlachu nechal původní hrad přestavět na dnešní lovecký zámek.
V roce 1760 jej získal František Štěpán Lotrinský, manžel Marie Terezie. V roce 1797 byl zámek převeden do c. a k. rodinného majetkového fondu. Po smrti Marie Terezie však zámek očividně zpustl. Jižní a východní část byly odstrněny. Teprve za arcivévody Františka Ferdinanda byl v letech 1896 a 1897 generálně opraven a stržené části budov byly znovu vystavěny. Rovněž zámecký park byl nově upraven.
Na významu získal zámek znovu, když zde císař Karel I. a jeho žena Zita trávili poslední dny svého panování před jejich nuceným odchodem do exilu. 13. listopadu 1918 předal Karel své písemné zřeknutí se výkonu vlády v Uhrách maďarské delegaci.
Dnes je zámek, jenž leží v Národním parku Donau-Auen, majetkem Republiky rakouské a je spravován Rakouskými spolkovými lesy.
Mezi zámky ležící na území Moravského pole patří ještě zámek Niederweiden a zámek Hof.